# Руфь
Руфь, (др.-евр. רות‬, Рут) — библейская праведница, именем которой названа «Книга Руфь». Жизнь её относится к периоду Судей. Была женой сына Елимелеха Махлона. Родом моавитянка, после смерти мужа не хотела расстаться со своей свекровью Ноеминью, приняла её религию (иудаизм) и переселилась с ней из Моава (куда Ноеминь с мужем временно удалялись из Израиля по случаю голода) в Вифлеем, где они и поселились.
Праведность и красота молодой Руфи были причиной того, что она стала женой знатного Вооза, родила ему сына Овида и стала таким образом прабабушкой (праматерью) царя Давида.
Иногда для названий организаций, помогающих прозелитам, используют имя Рут.
В честь Руфи назван астероид (798) Руфь, открытый в 1914 году.